# Homonyx uruguayanus
Homonyx uruguayanus är en skalbaggsart som beskrevs av Ohaus 1913. Homonyx uruguayanus ingår i släktet Homonyx och familjen Rutelidae. Inga underarter finns listade i Catalogue of Life.